# Басёнок, Фёдор Васильевич

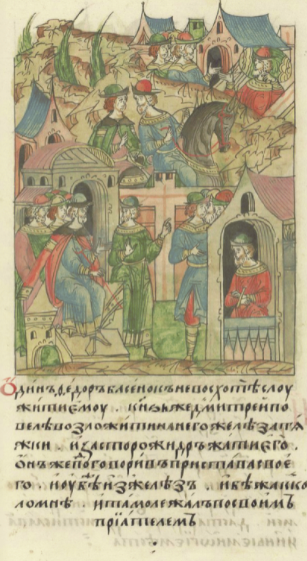
Дмитрий Шемяка приказывает арестовать Фёдора Басенка

Фёдор Васильевич Басёнок (? — около 1480) — воевода великого князя московского Василия Тёмного. Был преданным сторонником московского князя в борьбе с его противниками — дядей князем Юрием Дмитриевичем и его сыном Дмитрием Шемякой. Прославился своими победами над новгородцами и татарами.

## Биография
Впервые упомянут летописью во время сражения с татарами на реке Листани недалеко от Рязани зимой 1443/44 годов:96.
Когда князь Василий Васильевич в 1446 году был свергнут с престола и ослеплён по приказу Дмитрия Шемяки, захватившего Москву, Басёнок отказался присягать новому князю. В связи с этим Шемяка приказал арестовать непокорного воеводу и заковать в цепи, но Басёнок сошёлся со своим приставом и вместе с ним бежал в Коломну. Там он скрывался у знакомых, затем склонил на свою сторону служилых людей и некоторое время вместе с ними грабил Коломенский уезд, после чего бежал в Литву к князю Василию Ярославичу Боровскому. Последний отдал Басёнку и князю Семёну Оболенскому Брянск. Там вместе с Василием Ярославичем, Семёном Оболенским и другими Басёнок начал подготовку к выступлению в пользу Василия Васильевича.
В 1447 году во главе значительных сил Басёнок появился в пределах Руси. Близ Ельни к войску Басёнка присоединился татарский отряд, лояльный великому князю. Между тем по настоянию митрополита Ионы был освобождён из заточения великий князь Василий Васильевич. Вопреки приказу Шемяки идти в Вологду Василий Тёмный отправился в Кириллов монастырь, где получил разрешение от «проклятых грамот», а затем отправился в Тверь, где к нему присоединился тверской князь Борис Александрович. Оттуда Василий Тёмный отправился на Волоколамск, где располагались Шемяка и Иван Можайский. Туда направлялся и Басёнок. Шемяка, узнав о занятии Москвы войсками Василия Тёмного, бежал в Галич, Затем в Чухлому и оттуда — в Каргополь. Василий II беспрепятственно вступил в Москву и занял великокняжеский престол. Борьба с Шемякой, однако, продлилась до самой смерти последнего в 1453 году. Именно в этой борьбе и проявил свой полководческий талант Фёдор Васильевич Басёнок.
В 1449 году Басёнок вместе с князем Иваном Оболенским Стригой отразил внезапный приступ войск Шемяки на Кострому. В 1450 году Басёнок принял участие в сражении при Галиче, в котором войска Шемяки были наголову разбиты, а сам он бежал в Новгород. В 1452 году Басёнок руководил войсками при взятии Устюга, занятого Шемякой. Оттуда Басёнок отправился в поход к Вологде.
Фёдор Басёнок принял участие в войне с ногайским ханом Сеид-Ахметом, длившейся с перерывами с 1448 до 1455 года. В частности, Басёнок одержал победу над татарскими войсками в 1455 году. В том же году к Оке подошёл сын Сеид-Ахмета Салтан. Воевода Иван Васильевич Ощера, стоявший с войсками недалеко от берега Оки, не решался вступить в бой с царевичем, вследствие чего татарские войска свободно переправились через реку и, опустошив край, с награбленным добром и пленными повернули обратно. Великий князь послал против татар своих сыновей — Ивана и Юрия, а затем выступил сам. Однако Басёнок опередил его, нагнав и разбив татар близ Коломны. Пленные были отбиты.
Басёнок в 1456 году прославился взятием Русы и победой над  новгородским войском, пытавшимся освободить город (см. Сражение под Русой). Эта победа привела к заключению выгодного для Москвы Яжелбицкого договора с Новгородом. Благодаря своим победам Басёнок приблизился к великому князю, питавшему к нему признательность и уважение. Так, Басёнок был назначен свидетелем при составлении великим князем духовной. В составленном документе Василий Тёмный не забыл и Фёдора Басёнка: согласно духовной, последнему отходили в пожизненное владение два села — Окуловское и Репинское (их Басенку подарила ещё при жизни Софья Витовтовна, а в духовной отдала в распоряжение великому князю).
Фёдор Басенок был ослеплен по приказу Ивана III 27 августа 1463 года. Причина внезапной опалы и наказания в летописях не называется. После ослепления он прожил ещё около 17 лет.

## В культуре
Басёнок является персонажем романа Николая Полевого «Клятва при гробе Господнем. Русская быль XV века» (1832).